# Ivan Wallin
Ivan Emanuel Wallin (1883. január 22. – Phoenix, 1969. március 6.) amerikai biológus, aki az első kísérleti munkákat készítette az endoszimbiotikus elmélet megalapozásához. Azt állította, hogy a mitokondriumok, amelyek sejtszervecskék, egykor független baktériumok voltak, amint azt összehasonlító tanulmányai és izolált mitokondriumok tenyésztése is alátámasztja. 1922-től „A mitokondriumok természetéről” című tanulmánysorozatot publikált az American Journal of Anatomyban, amely állításainak kísérleti alapja lett. Ő volt az első, aki feltételezte, hogy az eukarióta organellumok baktériumokból származnak, és hogy a szimbiózisnak jelentős szerepe van az új fajok létrehozásában.

## A mitokondriumok eredete
Wallin volt az első, aki kísérletileg vizsgálta a mitokondriumok eredetét, különös tekintettel bizonyos baktériumokkal való hasonlóságukra. 1922-ben írt első közleménye a bakteriális sejtek festési technikáit írta le, és megállapította, hogy ezek a technikák ugyanolyan jók a mitokondriumok festésére. Arra a következtetésre jutott, hogy "a baktériumok és a mitokondriumok hasonló kémiai szerkezettel rendelkeznek". Ugyanabban az évben és ugyanabban a folyóiratban megjelent újabb írása tovább erősítette feltételezéseit. Ezenkívül a kék-zöld algákról szóló tanulmányában megfigyelte, hogy a kloroplasztiszok „baktériumok vagy baktériumszerű organizmusok, amelyek elfogadták a szimbiotikus partnerség szabadidejét a létért folytatott küzdelemben”. Összefoglaló következtetést vont le:
 "Az ezekben a tanulmányokban rögzített bizonyítékokból, valamint a mitokondriális irodalomban található bizonyítékokból a szerző nem vonhat le más következtetést, mint hogy a mitokondriumok szimbiotikus baktériumok minden olyan magasabb rendű szervezet sejtjeinek citoplazmájában, amelyek szimbiotikus létezése a filogenetikai evolúció kezdetén kezdődött. Az ebben a következtetésben megtestesülő koncepció feltételezi, hogy az új szimbiotikus komplexek létrehozása egybeesik az új fajok fejlődésével."
Wallin tisztában volt vele, hogy a sejtből izolált mitokondriumokat független környezetben kell tenyészteni. Korai kísérlete kudarcot vallott tengerimalacból, kutyából és emberi vérből vett szövetmintákkal. Sikerült azonban mitokondriális tenyészetet nyernie magzati és újszülött nyulak májával. Eredményeiről 1924-ben számolt be azzal a megjegyzéssel, hogy "a mitokondriumok valójában bakteriális organizmusok, szimbiotikusan kombinálva magasabb rendű szervezetek szöveteivel". 1925-ben jelent meg „A mitokondriumok természetéről” című dolgozatsorozata. A mitokondriumokkal kapcsolatos kísérleteiről és elméleteiről teljes leírást adott 1927-ben a Symbionticism and the Origin of Species című könyvében. Bár azt állította, hogy kísérleteit a lehető legnagyobb gondossággal végezték, a kritikusok az esetleges szennyeződésre hivatkozva elutasították azokat, és Wallin és munkái nagyrészt feledésbe merültek, mígnem Lynn Margulis 1967-ben be nem mutatott egy teljesebb, jobb bizonyítékokkal rendelkező endoszimbiotikus elméletet

## Fordítás
Ez a szócikk részben vagy egészben  az   Ivan Wallin című angol Wikipédia-szócikk ezen változatának fordításán alapul.  Az eredeti cikk szerkesztőit annak laptörténete sorolja fel. Ez a jelzés csupán a megfogalmazás eredetét és a szerzői jogokat jelzi, nem szolgál a cikkben szereplő információk forrásmegjelöléseként.